# Тодор Станковић
Тодор Станковић (Ниш, 13. фебруар 1852 — Београд, 15. јул 1925) био је српски национални радник и конзул у Приштини, Скопљу, Битољу и Солуну. Учесник је свих ратова од 1876. до 1918.

## Биографија
Рођен је 13. фебруарa 1852. у Нишу. Рано се посветио раду на националном ослобођењу и културном уздизању свога народа. Био је Станковић омиљен и уважен нарочито у Нишу. Деловао је као генерални конзул, срески начелник и народни посланик много година. При војсци је био резервни коњички потпуковник. Истакнути је српски национални радник у Старој Србији и Македонији.
Носилац је више домаћих и страних одликовања. Примио је 1903. године као резервни коњички мајор "Медаљу за војничке врлине". Одликован је 1921. године орденом Св. Саве првог степена.
Октобра 1927. године свечано су пренети посмртни остаци Тодора и његове супруге Персиде, из Београда у Ниш. Тамо су обоје сахрањени у породичној гробници.

## У Призрену
У Призрену је од 1871. до 1874. уређивао српски део турско-српскога листа "Призрен“. Боравак у Призрену искористио је за национално-политички рад. Ту се упознао са руским конзулом Иваном Јастребовом, који је штитио Србе. У то време је у Призрену, на залагање Симе Игуманова била основана Призренска богословија, чији је први ректор био Сава Дечанац. Станковић је због многобројних злочина према Србима писао многе жалбе турским властима и српској влади, да би се помоћу списка злочина алармирале европске силе.

## Нишки комитет
Био је један од чланова нишкога комитета који је илегално радио на ослобођењу од Турака. Одмах чим је избио Први српско-турски рат 1876. заједно са истакнутим члановима нишкога комитета помагао је српској војсци. За време Другог српско-турског рата он и његови другови дејствовали су у турској позадини изазивајући конфузију у турској војсци.

## Конзул у Приштини
По завршетку рата награђен је положајем срескога начелника. Уживао је подршку Јована Ристића и поверење кнеза Милана. Србија је 1889. отворила конзулат у Приштини, а први конзул Лука Маринковић убијен је након само неколико месеци службе. Тодор Станковић је јуна 1890. по налогу српског конзулата у Скопљу Владимира Карића преузео дужност конзула у Приштини. Посебно се заложио за обнову и унапређење рада српских школа, које су биле битне за одржање српске националне свести и писмености. У својим извештајима наводио је мноштво случајева убиства, пљачке, отмице и насиља над Србима. Наводи пример једнога села, у коме је услед арнаутскога насиља број српских кућа за само 15 година смањен са 50 на 4.

## Конзул у Скопљу
Тодорић је био српски конзул у Скопљу од 24. октобра 1892. до 25. јуна 1895. Водио је доста тешке преговоре око статуса српских свештеника. У то време бугарска егзархија је била одвојена од цариградске патријаршије, која није признавала одвојену бугарску цркву. Бугарска егзархија је због служења на словенском језику придобијала становништво у Македонији. Тодоровић је предложио стратегију да се око статуса митрополита и епископа преговара са цариградском патријаршијом тражећи за Србе само положај епископа, а за упражњени положај митрополита предлажући Грка, кога су Срби поткупљивали новцем. Та стратегија је ишла најпре на одобравање српском министру, а онда и краљу. Након одобрења стратегија је успешно спроведена, па су Срби добили епископе у скопској, струмичкој и велешко-дебарској епархији. Српска црква је тада добила много јачи ослонац у заустављању великога наступа бугарске егзархије.

## Опет у Приштини
По други пут именован је за конзула у Приштини 1897. године. Арбанашка насиља су се наставила толиким интензитетом, да је Станковић сматрао да само нада у скоро ослобођење задржава народ. Предлагао је да се ступи у контакт са истакнутим албанским вођама и да их се приволи на сарадњу, а онда је сам успоставио добре контакте са око 40 њихових првака. Са конзулскога положаја опозван је 1898. године. Током 1903. по налогу краља Александра Обреновића путовао је да извиди ситуацију у Скопљу, Приштини и Призрену.

## Учешће у ратовима
Учествовао је у српско-бугарском рату 1885. као командант батаљона. У Првом балканском рату са коњичким одредом први улази у Приштину 9. октобра 1912. У Другом балканском рату са II пуком стараца осваја Белоградчик. Постављен је септембра 1913. године за првог српског управника - командант Белоградчика. Током 1915. командује IV пуком нишких резервних трупа, углавном Арнаута.

## Писана историјска дела
О значају Тодора Станковића треба причати, јер је многе догађаје у којима је учествовао као и своје успомене преточио на папир, а које су штампане у виду књига. На тај начин нам је оставио веома важне доказе и изворе првог реда, којима се данас можемо послужити у борби за истину и спречавању искривљања историјских чињеница од стране одређених интересних група и народа везане превасходно за историју Срба и њихов статус на простору Косова и Метохије и данашње Северне Македоније.
Књиге чији је аутор Тодор Станковић су: Успомене, Путне белешке о Старој Србији 1871-1898, Белешке о Старој Србији – Маћедонији, Грађанима града Ниша – реч господина Тодора Станковића народног посланика.